# Färgväxlare
Färgväxlare (Buglossoides purpurocaerulea) är en strävbladig växt som beskrevs av Carl von Linné, och fick sitt nu gällande namn av Ivan Murray Johnston. Arten ingår i släktet sminkrötter (Buglossoides) och familjen strävbladiga växter (Boraginaceae)
Arten förekommer i centrala, södra, sydöstra och delvis västra Europa, kring Medelhavet, i Kaukasus och sydvästra Asien.  Den uppträder tillfälligt i Sverige, men reproducerar sig inte. Inga underarter finns listade i Catalogue of Life.

## Bildgalleri

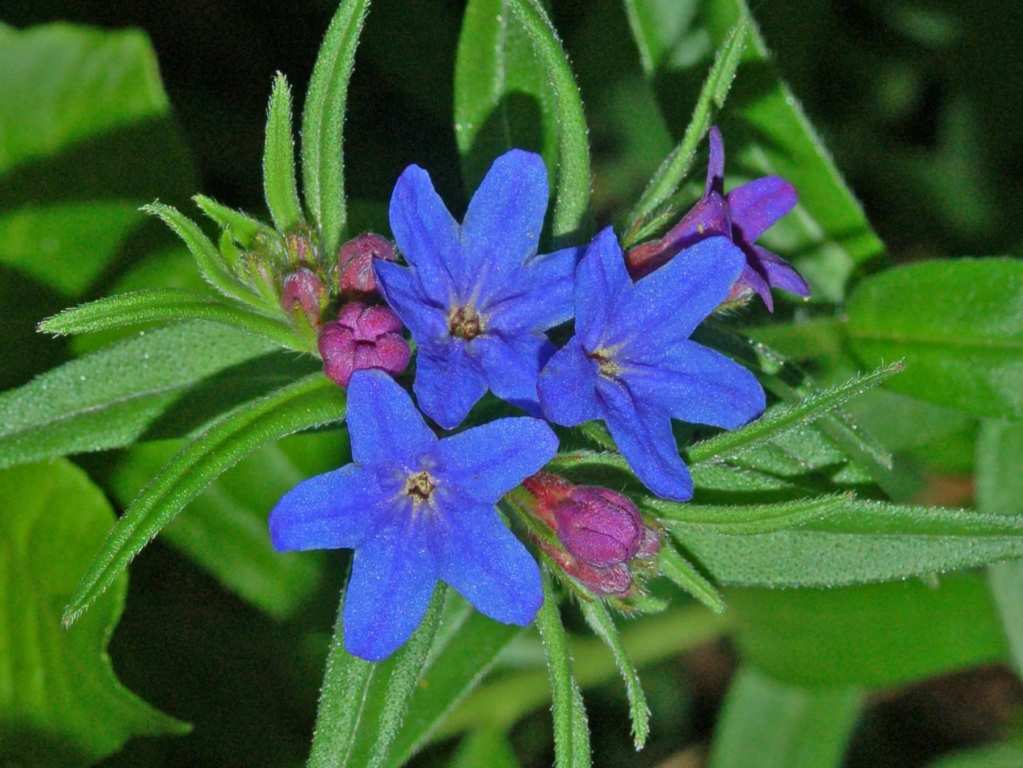
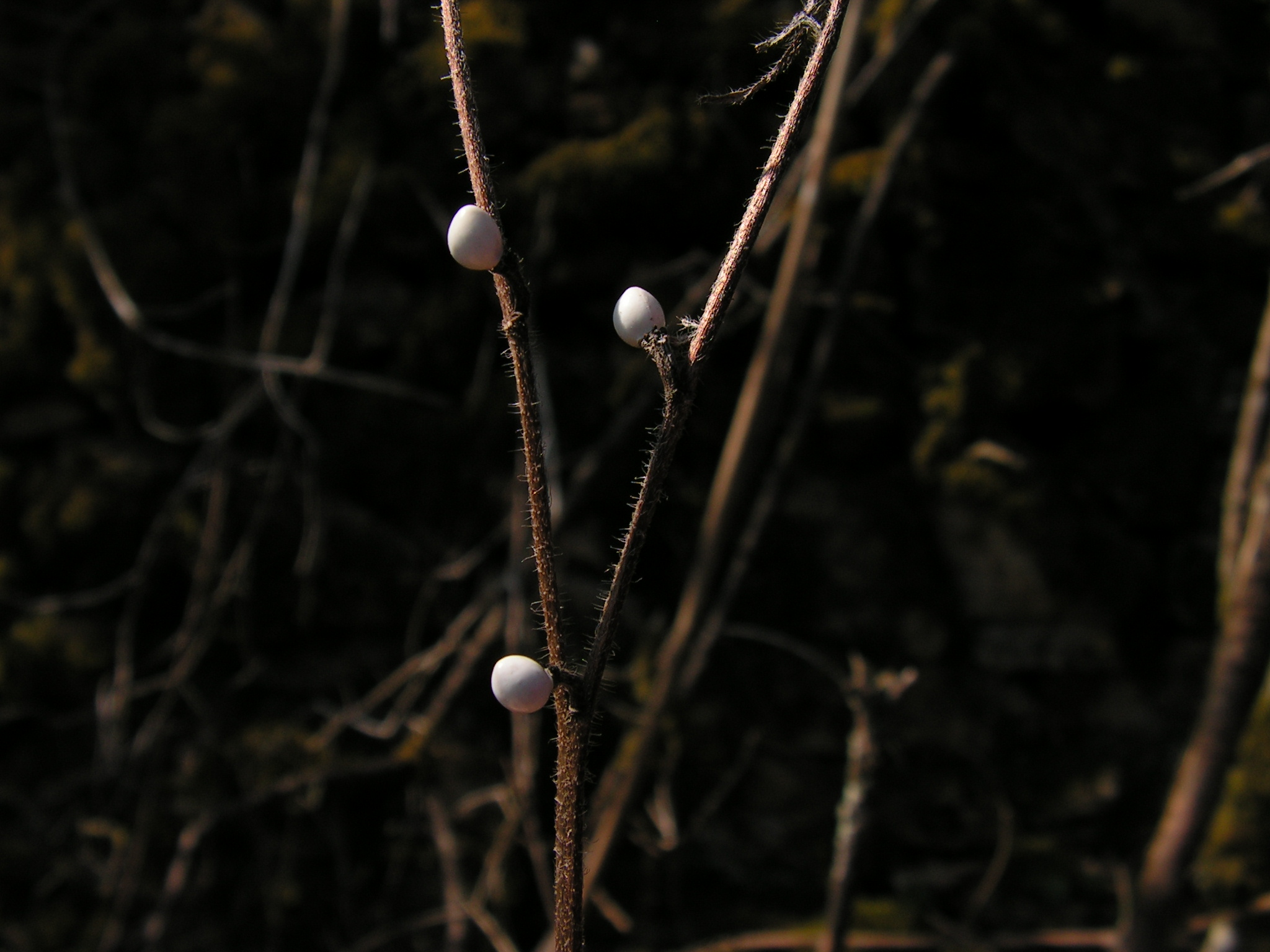
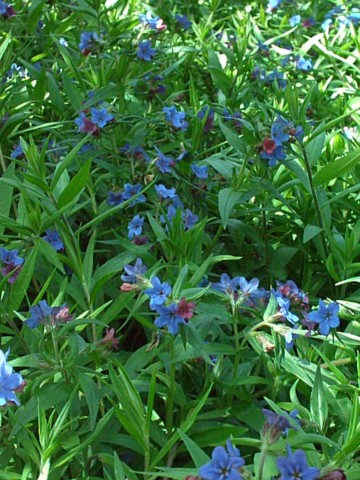
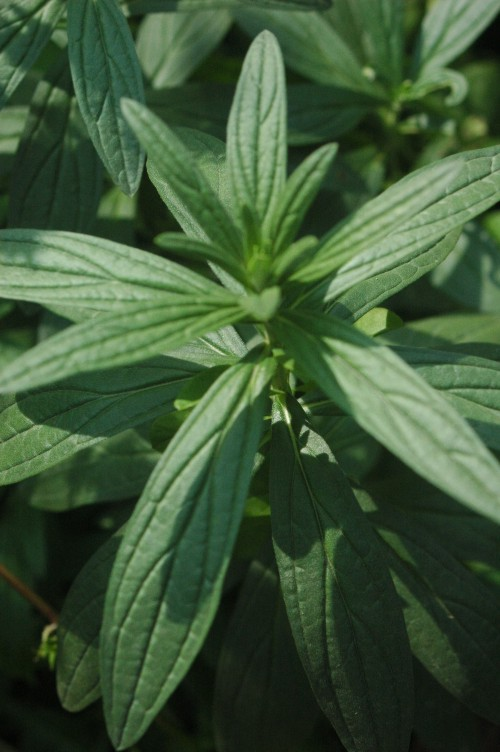
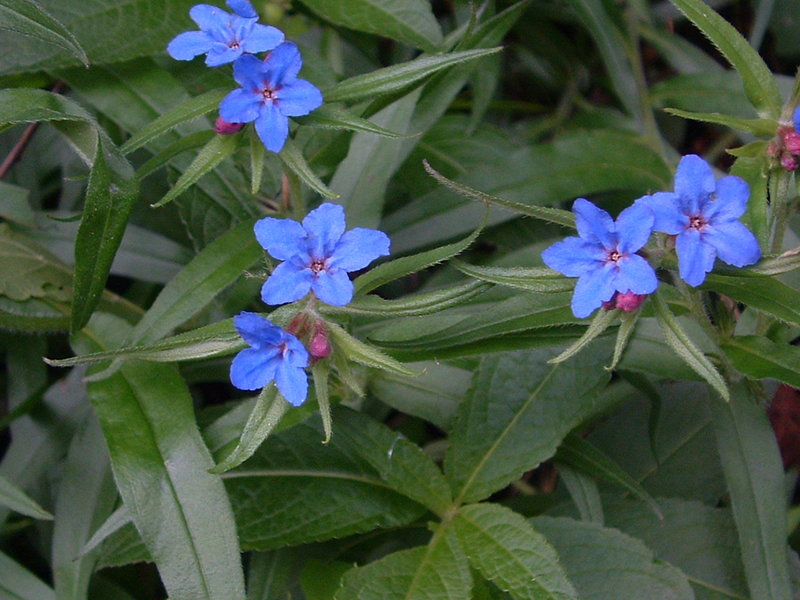
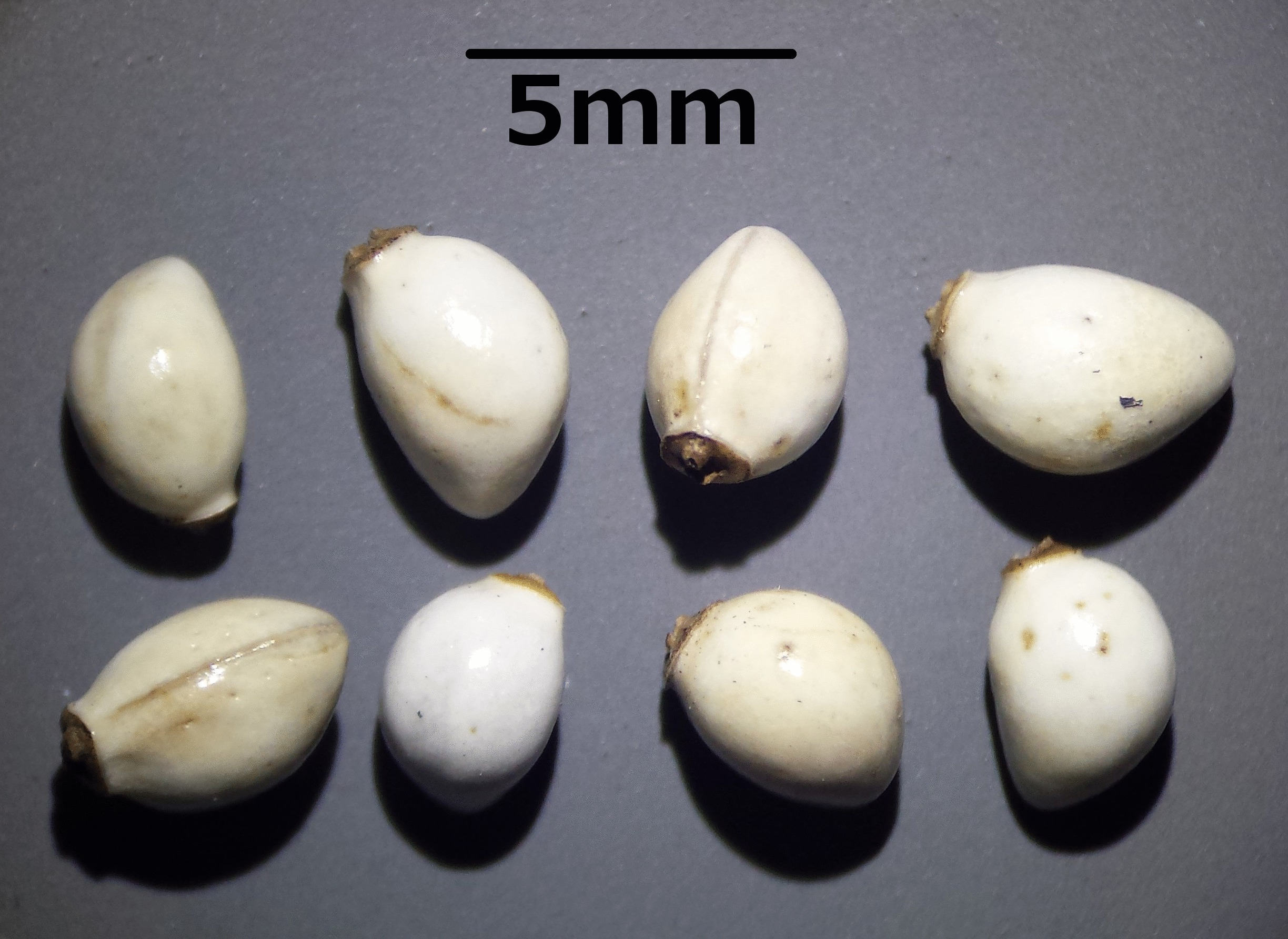